# Magnesi fluoride
Magnesi fluoride là một hợp chất vô cơ với công thức hóa học MgF2. Hợp chất muối này là một chất rắn tinh thể màu trắng và trong suốt với một dải rộng các bước sóng. Do vậy chất này có ứng dụng thương mại trong quang học và mở rộng ra tới các kính viễn vọng không gian. Chất này xuất hiện trong tự nhiên ở dạng khoáng vật hiếm sellaite.